# 萝宾·怀特
萝宾·怀特（英語：Robin White，1963年12月10日—），生于加利福尼亞州聖地牙哥，美国女子网球运动员。她曾获得美国网球公开赛女子双打冠军、混合双打冠军。她于1995年退役。